# Cossypha natalensis
La cosifa de Natal (Cossypha natalensis) es una especie de ave paseriforme de la familia Muscicapidae propia de austral y oriental. Su hábitat natural son las sabanas y los bosques tropicales secos.

## Descripción

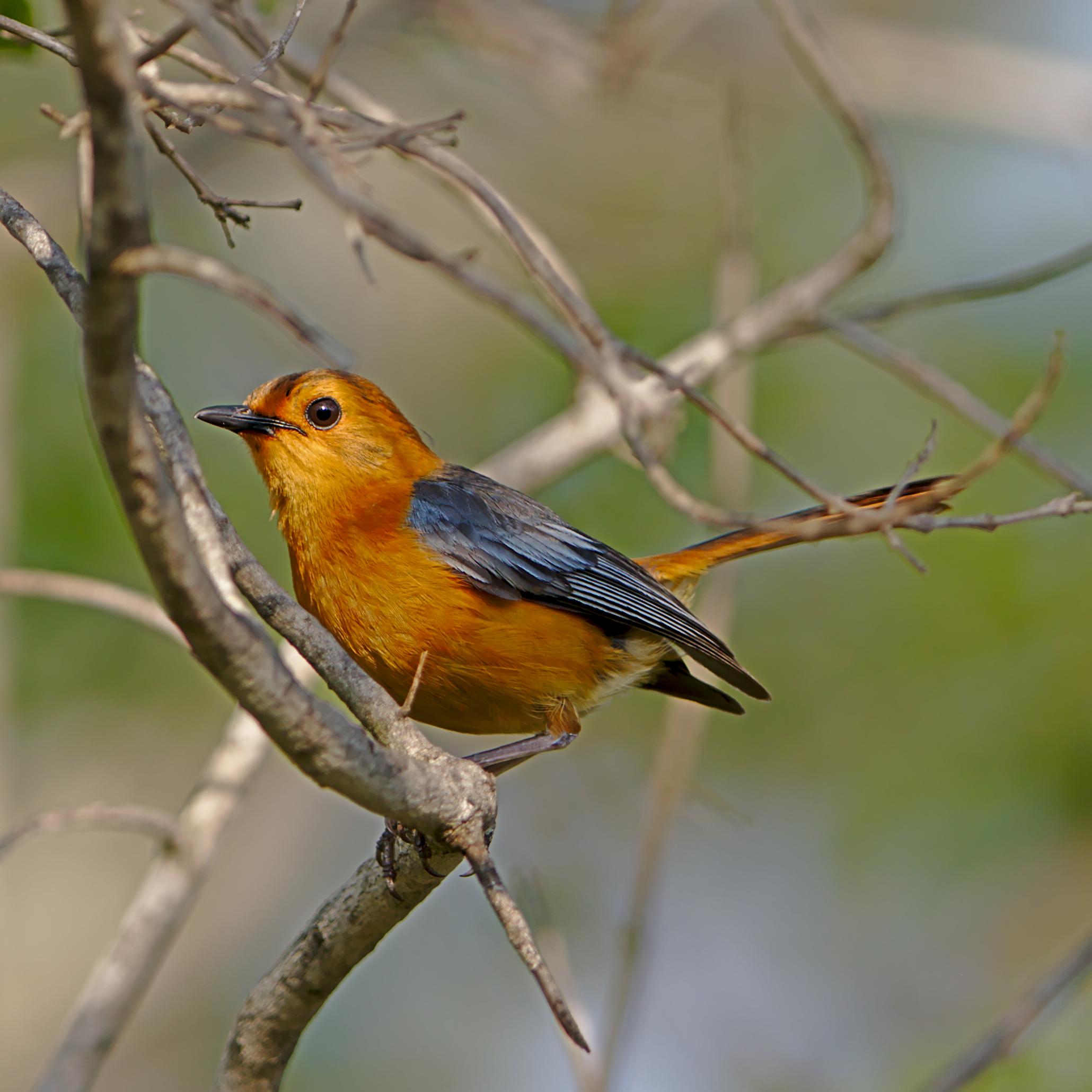
Ejemplar en el este de Sudáfrica.

Su plumeje es principalmente de color canela anaranjado, con el píleo rojizo, y las alas y plumas centrales de la cola de color gris oscuro.